# Lampranthus borealis
Lampranthus borealis är en isörtsväxtart som beskrevs av L. Bol. Lampranthus borealis ingår i släktet Lampranthus och familjen isörtsväxter. Inga underarter finns listade i Catalogue of Life.